# دينيز غزمش
دينيز غزمش (بالتركية: Deniz Gezmiş)‏ وهو ناشط سياسي وثوري شيوعي ماركسي لينيني تُركي ولد في يوم 27 شباط 1947 في آياش في محافظة أنقرة في تركيا وهو واحد من مؤسسي جيش التحرير الشعبي التركي وقد عُرف بمعارضته للحكومة في فترة الستينات، انضم إلى الشيوعية وهو في الجامعة وعرف باشتراكه بخطف عمال أمريكيين في تركيا وثم هرب إلى الجبال مع أصدقاء شيوعيين وكان متأثراً بتشي جيفارا في ذلك إلى أن تمكنت الحكومة التركية من إلقاء القبض عليه في سنة 1971 وتم إعدامه في يوم 6 أيار 1972 وفي فترة من الفترات سافر إلى فلسطين وقاوم هناك الإسرائيليين وثم أصيب هناك وعاد إلى تركيا.